# 랜드 워리어

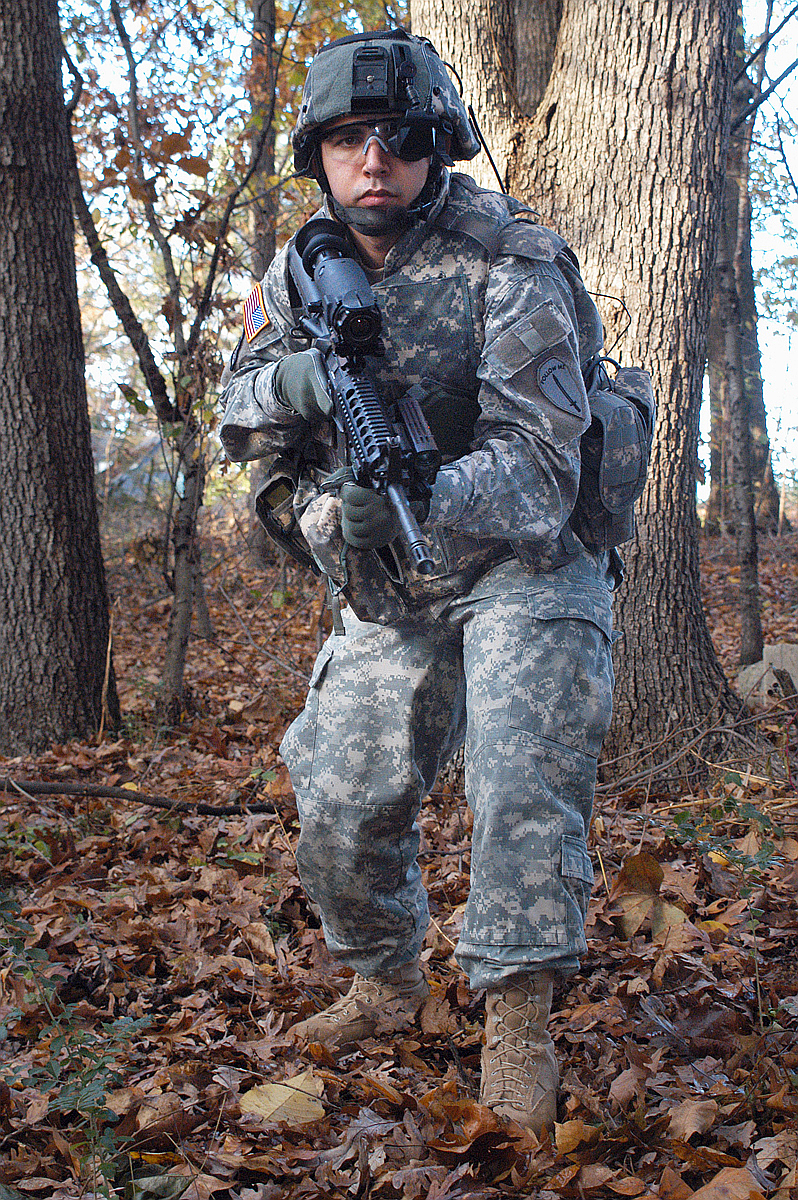
랜드 워리어 시스템의 여러 요소들이 2006년 미국 해군 병사를 통해 보이고 있다.

랜드 워리어(Land Warrior)는 2007년 취소되었다가 2008년 재개된 미국 해군 프로그램으로, 다음을 위해 설계된 상용 기성품(COTS) 및 당면한 군장 및 장비를 사용한다:
- 휴대용 병기를 하이테크 장비와 연동
- 보병 수준에서 통신과 지휘통제 제공
- 개개의 보병 병사를 군대의 일부가 아닌 하나의 완전한 부대로 취급

## 설명
랜드 워리어는 3가지 우선 목표가 있다.
- 개개 병사의 치사율 개선
- 병사의 생존성 제고
- 병사에 대한 온전한 지휘, 통신, 통제 제공

랜드 워리어는 7가지 하위 시스템이 있다.
- 무기
- 통합된 헬멧 부품
- 보호의와 장비
- 컴퓨터
- 내비게이션
- 라디오
- 소프트웨어 시스템

## 같이 보기
- M4 카빈